# Токарь, Виктор Андреевич
Виктор Андреевич Токарь (род. 11 мая 1951, село Дмитревка, Бурабайский район, Акмолинская область) — советский партийный и государственный деятель.

## Биография
Родился 11 мая 1951 года в селе Дмитревка Бурабайского района Акмолинской области. В 1968 году окончил местную сельскую школу, а в 1974 году — Карагандинский государственный технический университет.
В 1979 году получил учёную степень кандидата технических наук, а в 1982 году возглавил Тюменский завод кузнечного оборудования. В 1984 году окончил Академию народного хозяйства при Совете Министров СССР.
С 1986 по 1988 год был председателем Тюменского горисполкома КПСС, а затем стал первым секретарём Тюменского горкома партии. В 1989 году окончил Академию общественных наук при ЦК КПСС.
В 1991 году выступил в роли учредителя компании ЗАО «Диопром», которую возглавлял до 2015 года.